# Alois Boczek
Alois Boczek (* 11. September 1817 in Znaim, Mähren; † 20. März 1876 in Wien) war ein österreichischer Journalist. Während der Deutschen Revolution 1848/1849 saß er für knapp ein Jahr als Abgeordneter in der Frankfurter Nationalversammlung.

## Leben

### Herkunft, Ausbildung und Privatleben
Alois Boczek stammte aus der Markgrafschaft Mähren, die als Kronland zum Kaisertum Österreich zählte, und wuchs in einer kulturell sehr interessierten Familie auf. Im elterlichen Haus wurden Kunst und Literatur, insbesondere aber die Musik, gepflegt und häufig waren Besucher aus den entsprechenden Kreisen zu Gast. Der Historiker Antonín Boček war sein Onkel väterlicherseits. Er besuchte die Gymnasien in Olmütz und Brünn. An letzterem gehörte 1832/33 Gregor Wolny zu seinen Lehrern. Anschließend studierte er Rechtswissenschaften an der Universität Wien sowie der Prager Karls-Universität und wurde zum Doktor der Rechte (JUDr.) promoviert.
1849 heiratete er in Frankfurt am Main eine Tochter des Bariton- und Bass-Sängers Eduard Wilhelm Marrder (1803–1849), der unter anderem am Frankfurter Nationaltheater wirkte. Sie starb zusammen mit dem Kind im ersten Wochenbett. Boczek unterstützte in der folgenden Zeit die durch den nahezu zeitgleichen Verlust des Vaters hart getroffene Familie Marrder finanziell. 1852 heiratete er die ältere Schwester seiner ersten Ehefrau. Das Paar hatte drei Söhne und eine Tochter. In seinen letzten zwei Lebensjahren in Wien litt er an schwerer Krankheit und war oft bettlägerig. Er starb im Alter von 59 Jahren.

### Berufliche Anfänge in der Finanzverwaltung
Nach seiner Promotion arbeitete Boczek bei der Kammerprocuratur in Prag. Um 1846 und 1847 war er in Brünn als Conceptspraktikant im kaiserlich-königlichen mährisch-schlesischen Fiscalamt tätig. Zugleich gehörte er als Sekretär dem „Wohltätigen Männerverein zur Unterstützung der Armen in Brünn“ an.

### Politische Laufbahn
Boczek schloss sich schon in Prag der aufstrebenden deutsch-liberalen Bewegung an. Im Zuge der Deutschen Revolution („Märzrevolution“) 1848 kandidierte er um den Einzug in die Frankfurter Nationalversammlung. Nachrückend für Theodor Schindler (1818–1885) gehörte er ab dem 27. Juni 1848 als Abgeordneter für den Wahlkreis Mähren-Tischnowitz diesem Gremium an. Als Anhänger der demokratischen Linken schloss er sich der Fraktion Donnersberg und später dem Märzverein an. Er trat für die großdeutsche Lösung und gegen die Wahl des preußischen Königs Friedrich Wilhelm IV. zum deutschen Kaiser ein. Die kaiserliche Regierung berief nach den Septemberunruhen 1848 alle österreichischen Abgeordneten aus dem Parlament ab. Boczek entschied sich jedoch dafür, sein Mandat weiterhin auszuüben. Dadurch geriet er in der Heimat in Misskredit und verlor seinen Beamtenposten in der österreichischen Verwaltung. Nach der Auflösung der Nationalversammlung Ende Mai 1849 blieb er Mitglied des bis zum 18. Juni in Stuttgart tagenden Rumpfparlamentes.

Ferdinand Willfort (1835–1905) schrieb in seinem Nachruf auf Boczek über dessen politische Tätigkeit: 

„Er besaß mannigfaltige Kenntnisse, einen stets schlagfertigen Witz, eine große formelle Gewandtheit, eine seltene Arbeitskraft und den redlichen Willen. Aber er entbehrte der parlamentarischen Schulung und der Erfahrung im öffentlichen Leben, die solche Eigenschaften verwertbar machen und die Natur hatte ihm die Gabe des Redners versagt. So leicht und gefällig, so mannigfaltig und scharf pointiert ihm die Rede von den Lippen floss im größeren oder kleineren Kreise von Freunden und Bekannten, so verschüchtert war er vor einem großen, ihm fremden Publikum. Sein jugendlicher Enthusiasmus hielt fest an den Idealen, denen er gehuldigt und wenn er auch nicht berufen war für die Sache, die er erwählt, im Vordergrunde der parlamentarischen Arena zu wirken, so nahm er es doch mutig auf sich, für dieselbe zu leiden.“

### Journalistische Karriere
Mit mehreren kritischen Aufsätzen in der Frankfurter Oberpostamts-Zeitung fand Boczek anschließend den Einstieg in seine journalistische Karriere. Im Jahr 1850 begann er in Wiesbaden, der Hauptstadt des Herzogtums Nassau, als verantwortlicher Redakteur der Nassauischen Allgemeinen Zeitung zu arbeiten. Dabei agierte er zunächst als Vertreter des Chefredakteurs Wilhelm Heinrich Riehl, vom Jahr 1851 an selbst als Chefredakteur. Boczek steuerte das 1848 als Organ der nassauischen Regierung ins Leben gerufene Blatt auf einen katholisch-konservativen Kurs um und leitete das Medium „entschieden österreichisch gesinnt“, plädierte für eine Zolleinigung und vertrat während des Nassauischen Kirchenstreites dezidiert proklerikale Positionen. Hatte die Regierung des Herzogtums Nassau die Zeitung zuvor mit offiziellen Bekanntmachungen beliefert und alle örtlichen Behörden zu ihrem Abonnement verpflichtet, entzog sie ihr Ende 1853 die Unterstützung, was erhebliche finanzielle Einbußen bedeutete. Im August 1854 eskalierte der Konflikt mit den Zensurbehörden, die Boczek verboten hatten, kirchliche Artikel zu veröffentlichen. Er wurde angewiesen, das Herzogtum binnen acht Tagen zu verlassen. Der Limburger Bischof Peter Joseph Blum verfasste daraufhin am 23. August 1854 – einen Tag nach dem Erscheinen der letzten Ausgabe der Nassauischen Allgemeinen Zeitung – einen Brief an den Wiener Erzbischof Joseph Othmar von Rauscher. Er betonte die Verdienste, die sich Boczek um die römisch-katholische Kirche erworben hatte und bat darum, dass der einflussreiche von Rauscher ihn bei der Suche nach einer neuen Arbeit in Österreich unterstützen möge. Boczek selbst brachte diesen Brief nach Wien; er reiste dabei auch als Kurier des österreichischen Diplomaten Anton Prokesch von Osten, dem er zuvor sein Problem geschildert hatte.
In Wien stellte er zu seiner Erleichterung fest, dass die anfänglich harschen Reaktionsmaßnahmen auf die Märzrevolution inzwischen abgeflaut waren und die Behörden ihm keine Probleme mehr bereiteten. Er trat zunächst in die Redaktion des Österreichischen Lloyd ein, übernahm aber schon wenig später die Leitung der Krakauer Zeitung. Dort fühlte er sich allerdings nicht dauerhaft wohl, zumal es im Zuge der von Innenminister Anton von Schmerling initiierten „Germanisierungstendenzen“ zu Konflikten mit der nationalpolnischen Bevölkerung kam. Unter dem neuen Ministerpräsidenten Richard Belcredi wurden die deutschsprachigen Amtszeitungen im Jahr 1866 eingestellt und Boczek im Rang eines Statthaltereirates pensioniert. Um 1868 arbeitete er daraufhin als Statthalterei-Sekretär in Linz.
Bereits während seiner Zeit in Krakau hatte Boczek vereinzelt Artikel für die Wiener Sonn- und Montags-Zeitung geschrieben. Nachdem er nun bald darauf nach Wien umgezogen war, wurde sie zu seinem Hauptarbeitgeber. Er verfasste unter mehreren Pseudonymen (häufig alias „Tim Trimm“) bis zu 20 Feuilleton-Artikel pro Monat, behandelte darin sowohl kulturelle als auch sozialkritische Themen und betätigte sich als Rezensent auf allen Gebieten der Kunst. Die Zeitung gewährte dem sehr produktiven Journalisten „volle Freiheit der Äußerung“. Darüber hinaus lieferte er auch Artikel für zahlreiche weitere Wiener und sonstige österreichische Zeitungen. 1872 verließ Boczek die Wiener Sonn- und Montags-Zeitung und schloss sich dem Neuen Wiener Tagblatt an, nur um einige Monate später zur Neuen Freien Presse zu wechseln. Im Zuge des Gründerkrachs 1873, der auch die Zeitungswirtschaft schwer traf, erhielt er jedoch deutlich weniger Aufträge und geriet in finanziell schwierigere Verhältnisse. Daraufhin begann er unter dem Pseudonym „Ekkehart“ wieder für die Wiener Sonn- und Montags-Zeitung zu arbeiten. In seinen letzten Lebensjahren wandte er sich auch der Lyrik zu und verfasste zahlreiche Gedichte. Bereits in früheren Jahren hatte er sich vergleichsweise erfolglos an Romanen und Dramen versucht.

### Kulturelles Engagement und Bewertung der Arbeit
Willfort attestierte Boczek in seinem Nachruf ein „eminentes Talent für gesellschaftliche Arrangements und geistige Unterhaltung“ und bemerkte, dass er „eine umfassende literarische und gesellschaftliche Tätigkeit“ entwickelte. Er zählte zu den Leitern der Wiener Künstlervereinigung Hesperus und amtierte zwischen 1869 und 1874 als Vorsitzender der ebenfalls in Wien beheimateten Künstler- und Schriftstellervereinigung Grüne Insel. Diese war 1855 in Anlehnung an die Ludlamshöhle gegründet worden. Mit der Schriftstellerin Ada Christen verband ihn eine enge Freundschaft, die sich entwickelte, nachdem er einst einen ihrer Gedichtbände mit einer ungewöhnlich scharfen Kritik rezensiert hatte.
Boczek wurde eine umfassende Kenntnis bezüglich ausländischer Literatur nachgesagt. Unter anderem widmete er sich in Wien auch der Übersetzung von fremdsprachigem Liedgut. Hierbei wurden insbesondere seine Übertragungen katalanischer Volkslieder gelobt, die er auf diese Weise einer breiten deutschsprachigen Leserschaft erschloss.
Hinsichtlich der literarischen und journalistischen Qualität von Boczeks Zeitungsartikeln gingen die Meinungen auseinander. In einer 1874 erschienenen Publikation über die Biographien von Wiener Schriftstellern und Journalisten äußerte sich Martin Cohn kritisch und warf Boczek vor, dass dessen Themen und Schreibstil aus der Zeit gefallen und noch immer in märz-revolutionären Denkmustern und Schwärmereien verhaftet seien:

„Er hat stets dermaßen gearbeitet, dass ihm die Muße fehlte, es zu beobachten, wie sich um ihn herum alles änderte, wie die Welt von heute eine ganz andere geworden ist, als die, in welche die schöne Zeit seiner märzlichen Erinnerungen fällt. Er sucht noch immer allem dem, was er schreibt, einem Parfüm à la Saphir zu geben, und bemerkt den Heugeruch nicht, den diese Art von Humor bereits ausströmt. Auch macht sich in seinen neueren Werken eine bedenkliche Abnahme an Ideenfonds erkennbar. […] Herr Dr. Alois Boczek ist ein lebender Markstein einer Zeit, die vergangen ist.“

Willfort kam in seinem Nachruf zu einem gänzlich anderen Resümee: Ihm zufolge hätten Boczeks Artikel in der Wiener Sonn- und Montags-Zeitung durch „Witz und Esprit die allgemeine Aufmerksamkeit“ erregt. Sie seien „Brillantfeuerwerke von gutmütigem Spott und scharfer Malice [gewesen], die unübertroffen in ihrer Art sind und es auch bleiben werden.“ Boczek selbst sei zum „Herrscher auf dem Gebiete unter dem Strich“ geworden; „er war überall zuhause und sein Wort fiel allenthalben schwer ins Gewicht, denn er besaß in seltenem Maße die Gabe, immer den wundesten Punkt mit der schärfsten Lauge seines Spottes zu begießen.“